# Regino von Prüm

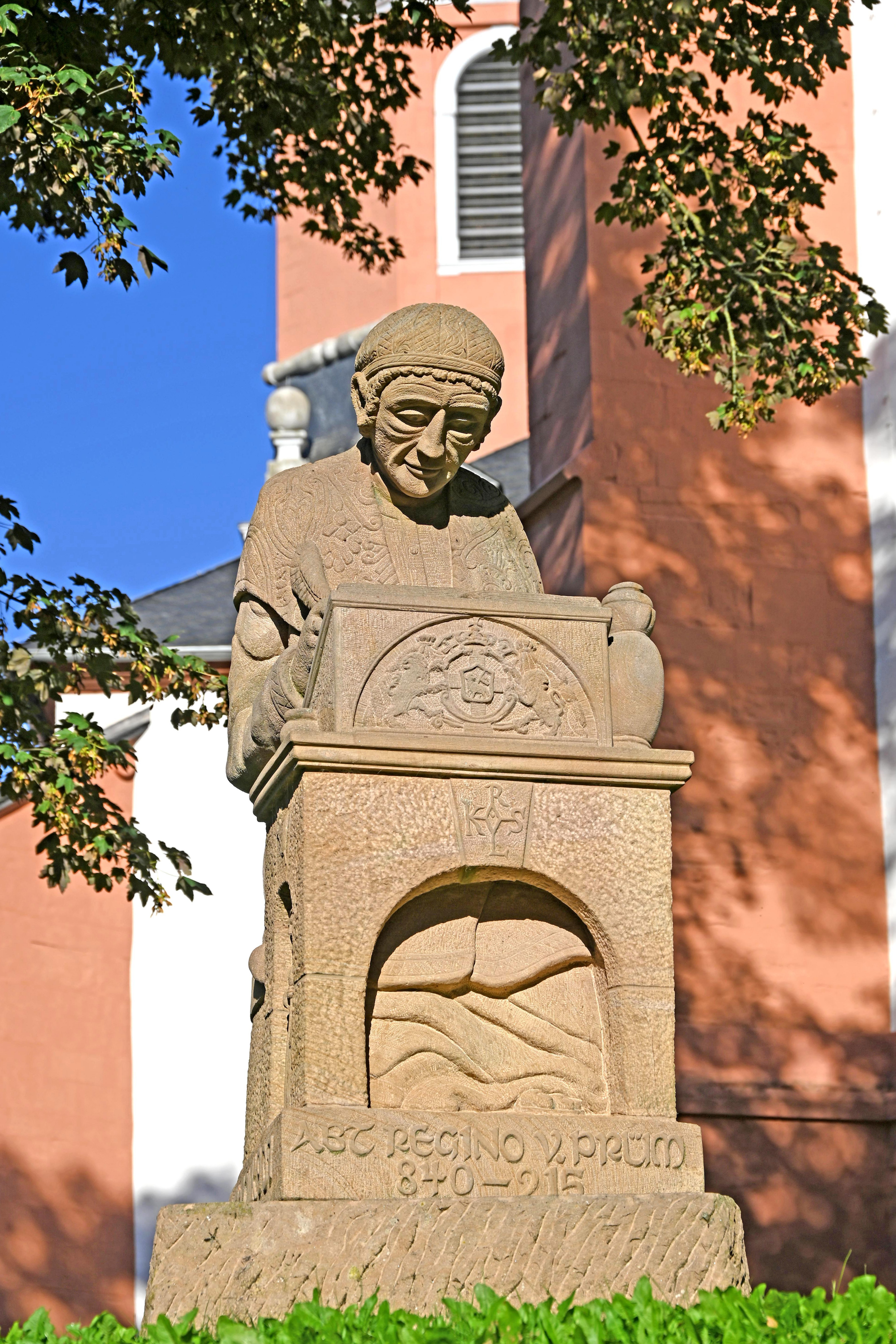
Reginodenkmal in Prüm

Regino von Prüm (* um 840 wahrscheinlich in Altrip bei Ludwigshafen am Rhein; † 915 in Trier) war ein Musiktheoretiker, Kanonist und Geschichtsschreiber. Er war von 892 bis 899 der siebte Abt der Abtei Prüm und musste sich besonders mit dem Wiederaufbau der Abtei nach den Zerstörungen durch die Normannen befassen.

## Leben

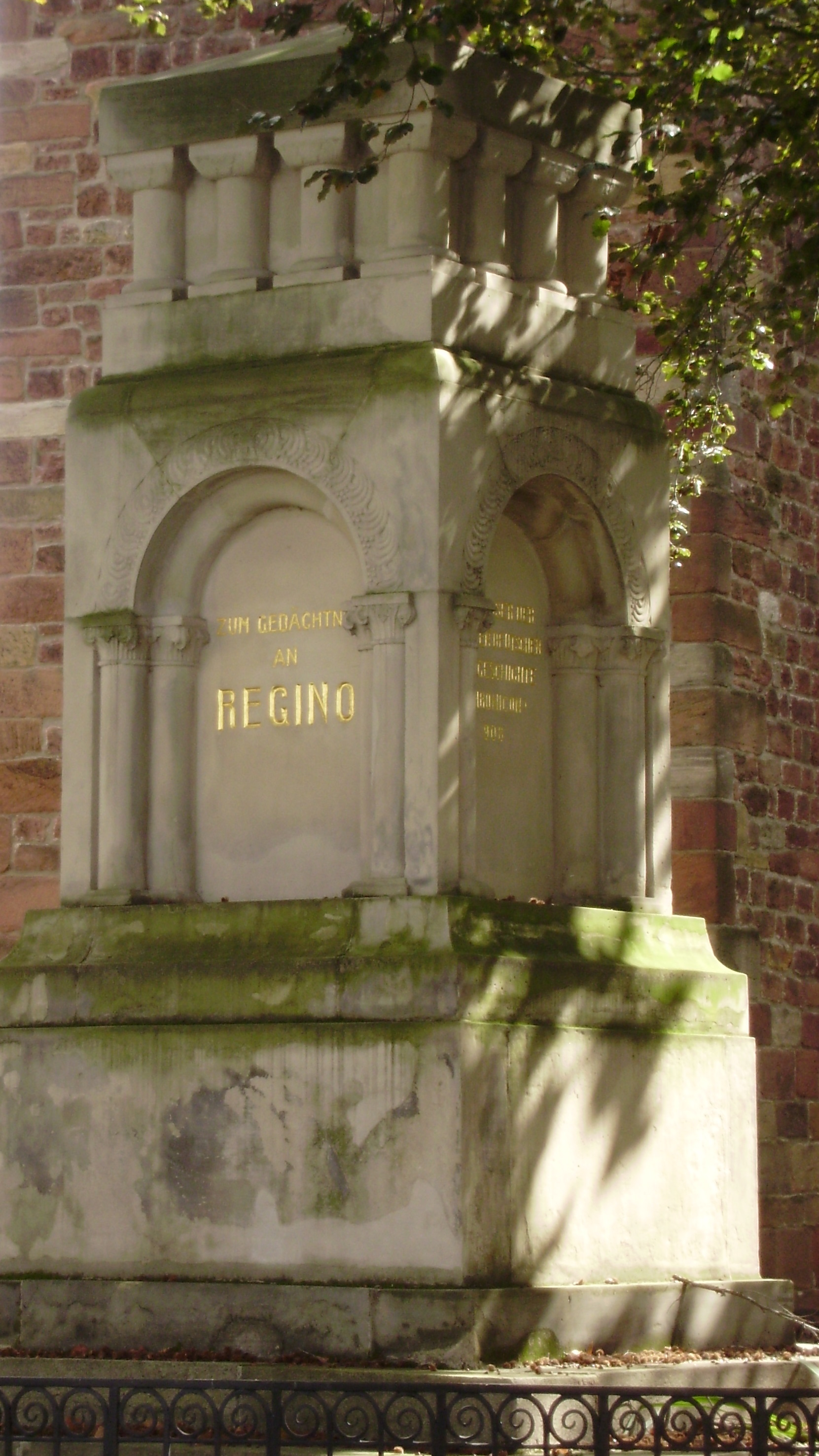
Reginodenkmal Altrip

Nach Eintritt und Leben in einem anderen Kloster wurde er 892 bis 899 Abt des Klosters Prüm in der Eifel. Seine Sorge galt offenbar der wirtschaftlichen Wiederherstellung der durch Einfälle der Normannen in den Jahren 882 und 892 schwer in Mitleidenschaft gezogenen Reichsabtei. In seiner Amtszeit entstand 893 das Prümer Urbar, aus heutiger Sicht eine wichtige Quelle der Wirtschafts- und Sozialgeschichte des Mittelalters und zugleich die erste urkundliche Erwähnung zahlreicher Orte, die zu dieser Zeit zum Herrschaftsbereich der Abtei Prüm gehörten.
899 musste er auf sein Amt als Abt verzichten und zog sich in die Reichsabtei St. Maximin in Trier zurück. Erzbischof Radbod von Trier beauftragte ihn mit der Reorganisation der von Normannen verwüsteten Abtei St. Martin. In Trier verfasste Regino 900 bis 908 drei Werke, die ihn als guten Seelsorger und Autor ausweisen.
Regino wurde im Kloster St. Maximin in Trier beerdigt.
In seinem vermutlichen Geburtsort Altrip hat man ihm 1911 ein Denkmal gewidmet.

## Werke

### Weltchronik
In Trier verfasste Regino von Prüm 907 die 908 veröffentlichte Weltchronik Chronicon, möglicherweise als Lehrbuch für König Ludwig das Kind, den letzten Karolinger des Ostfränkischen Reiches. Die Chronik reicht von Christi Geburt bis zum Jahr 906. Das erste Buch geht von Christi Geburt bis 741, das zweite Buch widmet sich speziell den frühen Karolingern, Westfranken und Lotharingien. Faktisch definierte er so das Frühmittelalter, dessen Kulmination er in Karl dem Großen sah (Chronik zu 880). Bis zum Jahr 814 verwendete Regino Werke älterer Chronisten wie Beda Venerabilis und Paulus Diaconus, die er für sein Werk überarbeitete. Von 814 bis 870 stützt er sich auf unsichere Überlieferungen, seitdem aber auf eigene Wahrnehmungen. Nach 906 wurde die Chronik bis 967 von einem Mönch von St. Maximin in Trier, eventuell Adalbert von Magdeburg, fortgeschrieben.

### Musikalische Schriften
Neben der Weltchronik verfasste Regino in Trier bedeutende musikalische Schriften wie z. B. den die Antiphonen und Responsorien erstmals nach Tonarten ordnenden Tonar und die musiktheoretische Abhandlung De harmonica institutione.

### Sendhandbuch
Regino stellte ein Handbuch für bischöfliche Visitationen und speziell das Sendgericht zusammen, das unter dem Titel Libri duo de synodalibus causis et disciplinis ecclesiasticis bekannt ist.
Das Handbuch hatte bis ins Hochmittelalter Einfluss auf die Praxis der kirchlichen Gerichte und auch die Kompilation anderer Kanones-Sammlungen. Wichtig war die Einführung des Zeugnisses von Laien im Prozess nach dem Muster des weltlichen Rechts. Ein Bestandteil des Sendhandbuchs ist der Canon Episcopi, der sich gegen den Glauben an Hexen wendet und insbesondere Frauen verurteilt, die die Göttin Diana anbeten. Hierfür sah Regino eine strenge Kirchenstrafe von mindestens einem Jahr vor.

## Werkausgaben
- Regino: Chronik. In: Quellen zur karolingischen Reichsgeschichte. 3. Teil, herausgegeben und übersetzt von Reinhold Rau (Freiherr vom Stein-Gedächtnisausgabe, Reihe A, Bd. 7), Darmstadt 1960, S. 179–319.
- Das Sendhandbuch des Regino von Prüm, herausgegeben und übersetzt von Wilfried Hartmann (Freiherr vom Stein-Gedächtnisausgabe, Reihe A, Bd. 42), Darmstadt 2004, ISBN 3-534-14341-8.
- Friedrich Kurze (Hrsg.): Scriptores rerum Germanicarum in usum scholarum separatim editi 50: Reginonis abbatis Prumiensis Chronicon cum continuatione Treverensi. Hannover 1890, S. II–196 (Monumenta Germaniae Historica, Digitalisat)